# 347-ма фольксгренадерська дивізія (Третій Рейх)
347-ма фольксгренадерська дивізія (Третій Рейх) (нім. 347. Volksgrenadier-Division) — піхотна дивізія народного ополчення (фольксгренадери) вермахту за часів Другої світової війни.

## Історія з'єднання
347-ма фольксгренадерська дивізія створена 7 травня 1945 року шляхом перейменування 347-ї піхотної дивізії, але вже наступного дня капітулювала військам союзників.

## Райони бойових дій
- Центральна Німеччина (травень 1945).

## Командування

### Командири
- генерал-лейтенант Вольф Тріренберг (травень 1945)

### Підпорядкованість
| Час     | Корпус | Армія | Група армій (округ) | Штаб       |
| ------- | ------ | ----- | ------------------- | ---------- |
| 1945    |        |       |                     |            |
| травень | XII ак | 7 А   | Група армій «Центр» | Ерцгебірге |

### Склад
| 1945                                   |
| -------------------------------------- |
| 860-й гренадерський полк               |
| 861-й гренадерський полк               |
| 880-й гренадерський полк               |
| 347-й артилерійський полк              |
| 347-й фузілерний батальйон             |
| 347-й інженерний батальйон             |
| 347-й протитанковий дивізіон           |
| 347-й запасний батальйон               |
| 347-й дивізійний батальйон зв'язку     |
| 347-мє дивізійне управління постачання |